# واتنس
واتنس (به آلمانی: Wattens) یک شهر بازاری در ایالت تیرول اتریش است که در Innsbruck-Land District واقع شده‌است. واتنس ۷٬۶۰۴ نفر جمعیت دارد.